# Loi sur le Svalbard
La loi sur le Svalbard du 17 juillet 1925 no 11, appelée plus simplement Loi sur le Svalbard – en norvégien : Lov om Svalbard ou plus simplement Svalbardloven –, est une loi norvégienne régissant les principaux aspect de la vie au Svalbard. La loi, adoptée par le Parlement norvégien le 17 juillet 1925, établit la souveraineté norvégienne sur l'île et dispose que le droit pénal norvégien, le droit civil norvégien et les procédures correspondantes sont applicables au Svalbard. Les autres lois s'appliquent lorsque les Svalbard sont explicitement cités. La loi établit aussi une administration, créant la fonction de Gouverneur du Svalbard et, depuis 2002, le Conseil communautaire de Longyearbyen.
La loi aborde aussi les questions de propriété et de protection de l'environnement.
La loi fut adoptée à la suite du traité concernant le Spitzberg du 9 février 1920 reconnaissant la souveraineté norvégienne (avec certaines limitations). La loi établit les bases d'une société civile sur l'île, auparavant sans droit applicable et aux mains des entreprises minières, des pêcheurs et des chasseurs.

## Sources

## Compléments